# 프레가발린
프레가발린(Pregabalin, 상품명으로 '리리카' 등)은 미국 화이자사가 개발하여, 신경성 통증에 사용하는 광범위 항경련제이다.

## 작용 기전
중추 신경계의 전위차 의존적 칼슘 채널의 보조적 아단위에 결합하여, 뇌전증 치료의 단독 및 부가요법에서도 탁월한 효과로 발휘하며, 영국 NICE의 신경병증성 통증 치료 가이드라인에 모든 신경성 통증에 1차 약제로 추천되고 있으며, 뉴욕 타임지가 선정한 '올해의 10대 의학 혁신'에 선정된 바 있다.
또한, 미국 당뇨병학회 등이 발표한 당뇨병성 신경병증 통증치료 가이드라인에서 1차 치료제로 우선적으로 권고 되어, 제품의 우수성을 증명하는 뇌전증 치료제이므로, 신경성 통증 치료에 대한 용도 특허가 2017년에 만료되어 제네릭 의약품도 이용 가능하다.
더욱이, 약물이 서서히 흡수되는 젤매트릭스 제법으로 복약 순응도를 높인 '리리카 CR(서방정)'의 경우, 1일 1회 복용해도 24시간 동안 체내 약물 농도를 유효 범위 내에 유지시켜 약효가 오래 유지되므로, 1일 2번 복용하는 번거로움을 개선하였다.

## 적응증
- 뇌전증 (성인에서 이차적 전신 증상을 동반하거나 동반하지 않은 부분 발작의 부가 요법제)
- 성인에서 말초와 중추 신경성 통증의 치료
- 섬유 근육통의 치료